# Daniel Heinecke
Daniel Heinecke (* 28. Juni 1986) ist ein deutscher Volleyballspieler.

## Karriere
Heinecke begann seine Karriere beim 1. VC Wildau. 1999 wechselte er zu den Netzhoppers Königs Wusterhausen, wo er in der zweiten Mannschaft in der Regionalliga zum Einsatz kam. Später spielte der Mittelblocker beim Zweitligisten Berliner TSC. Von dort kehrte er 2009 zurück zu den Netzhoppers. Dort gehört er nun zur Bundesliga-Mannschaft.